# Kameno-metalni meteoriti
Kameno-metalni meteoriti su vrsta meteorita čiji je sastav mješavina metala i stijenja.
Dijele se na dvije grupe: Mezosideriti i Palaziti. Mezosideriti su nastali stapanjem u sudarima pretežno metalnih meteorita i kamene kore udarenog tijela. Palaziti, jedni od najatraktivnijih meteorita su, kako se vjeruje, nastali na granicama jezgre i omotača diferenciranih asteroida, a sadrže kristale olivina.

## Mezosideriti
Ovi meteoriti su mješavina metala i silikata što svjedoči o višestrukim udarima koje su preživjeli. Silikatski materijal je donekle sličan eukritu pronađenom u Howarditima (vrsta akondrita iz HED grupe), ali kemijske razlike upućuju na dodatno miješanje s drugim vrstama stijena. Metal pronađen u mezosideritima je vrlo uniforman, za razliku od metala pronađenim u metalnim meteoritama. Ovo upućuje na različito porijeklo tih metala.
Smatra se da su mezosideriti nastali od površinskog regolita izudaranog i samljevenog uzastopnim udarima iz svemira. Neki su se mezosideriti rekristalizirali (npr. meteorit Vaca Muerta), što upućuje na to da su neko vrijeme bili duboko zakopani.

## Palaziti
Ovo su jedni od najljepših meteorita. U njima se mogu pronaći kristali olivina te kristalići poludragog kamena peridota ugniježđeni u matricu željeza i nikla. Boja kristalića olivina može varirati od tamne boje jantara do svijetlo zelene. Palaziti su vrlo rijetki, a smatra se da su nastali u diferenciranim tijelima, na granici između metalne jezgre i kore bogate olivinom, gdje se olivin hladio dovoljno sporo da formira velike kristale. Iz ove je skupine poznat Brenham palazit.